# Historia de las Indias
La Historia de las Indias (in italiano, "Storia delle Indie") è un'opera in tre volumi di Bartolomé de Las Casas. Insieme ad Apologetica, è una delle fonti storiche principali della colonizzazione spagnola delle Americhe. Lo scopo dell'opera era di dimostrare le buone qualità dei nativi americani e di condannare i metodi e la spietatezza dei conquistadores nei loro confronti, come già fatto più sinteticamente nel saggio Brevissima relazione della distruzione delle Indie.

## L'opera
Fu scritta nel 1527 mentre Las Casas si trovava nel Convento di Puerto de Plata, l'opera fu scritta a partire dal 1553 e trovò la sua forma definitiva nel 1561, quando egli lavorava nel Colegio de San Gregorio. Originariamente progettata come un'opera in sei volumi, ogni volume descrive un decennio della storia delle Indie dall'arrivo di Cristoforo Colombo nel 1492 al 1520, e costituisce per la maggior parte il resoconto di un testimone oculare. Fu nella Historia de las Indias che Las Casas alla fine si pentì della sua difesa della schiavitù africana e incluse scuse sincere, scrivendo: "Presto mi pentii e mi giudicai colpevole di ignoranza. Mi resi conto che la schiavitù dei neri era ingiusta quanto quella indiana... e non ero sicuro che la mia ignoranza e la mia buona fede mi avrebbero assicurato agli occhi di Dio". (Vol II, p. 257)